# Karmel Heilige Familie

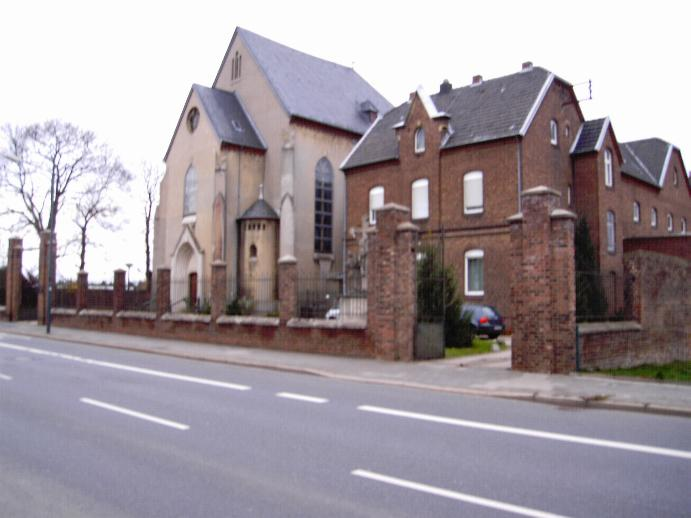
Karmel Heilige Familie

Der Karmel Heilige Familie ist ein Kloster der Unbeschuhten Karmelitinnen (OCD) in Düren, Nordrhein-Westfalen. 

## Geschichte
Der Karmel wurde Anfang des 20. Jahrhunderts vom Kölner Karmel Maria vom Frieden aus gegründet. Man kaufte ein Grundstück an der Kölner Landstraße in Düren und begann dort 1902 mit dem Klosterneubau. Die ersten Schwestern bezogen den Karmel am 24. August 1903, am gleichen Tag bestand auch die Möglichkeit der öffentlichen Besichtigung des neuen Klosters für die Dürener Bevölkerung.
Am 30. August segnete der Kölner Erzbischof Antonius Kardinal Fischer das Kloster ein, benedizierte die Klosterkirche und konsekrierte die drei Altäre, warum die Kirche nicht konsekriert wurde, ist unbekannt. Die Klostermauer und der Glockenturm wurden 1905 gebaut. Im gleichen Jahr schenkte die Stadt Düren den Karmelitinnen die Kreuzigungsgruppe, die als Denkmal Nr. 122 in die Denkmalliste eingetragen ist. 
Die feierliche Konsekration (Kirchweihe) der Klosterkirche erfolgte am 7. August 1913 durch Bischof Alois Benziger aus dem indischen Quilon. Die Kirche wurde dabei dem Heiligsten Herzen Jesu geweiht.  Kriegsbedingte Renovierungsarbeiten nach dem Zweiten Weltkrieg zogen sich bis 1950 hin.  Wegen der hohen Zahl an Neueintritten wurde 1955 der Karmel in Zweifall gegründet, in den acht Nonnen übersiedelten.
Bis 1965 betrieben die Nonnen eine Hostienbäckerei, von 1965 bis 1968 eine Paramentenwerkstatt und seit 1969 eine Buchbinderei.  2013  lebten 19 Schwestern im Konvent.